# Oldřich II. z Hradce
Oldřich II. z Hradce († 1312) byl český šlechtic z rodu pánů z Hradce.

## Život
Oldřich II. z Hradce byl synem Oldřicha I. z Hradce a jeho manželky Marie z Hardeka. Se svým bratrem Otou svědčil roku 1281 na listině Jindřicha z Rožmberka a roku 1282 na jeho další listině. Po návratu Václava II. do Prahy se Oldřich přidal na stranu svého příbuzného Záviše z Falkenštejna. V roce 1289 se účastnil lenního holdu Kazimíra Bytomského Václavu II.
V Čechách držel město Jindřichův Hradec s trhovými vsemi Dešnou a Strmilovem s okolními vesnicemi Březinou, Drunčí, Klenovem, Kostelní Radouní, Lodhéřovem, Světcemi, dále panství Sedlčany, jeho matka držela Stodůlky u Prahy a u Jindřichova Hradce Studnici a vsi Kochans a Horusice. Na Moravě držel Oldřich hrad Bánov, Valeč a Vilímovice na Znojemsku, na Bítovsku Bačkovice, trhovou ves Slavonice a Řečici. Od krále obdržel na čas hrad Brumov s panstvím a tamním soudem, Uherský Brod, mýto v Uničově a Lipníku a vsi Hluk a Topolany.
Oldřich z Hradce daroval společně s matkou templářům z Uhříněvsi patronátní právo kostela ve Stodůlkách a později i dvůr Rudgerslag (r. 1297), podporoval řád německých rytířů. Jeho držba hradu Brumova mu umožnila obdarovat klášter ve Velehradě mýtem v Uherském Brodě. Potvrdil klášteru ve Vizovicích fundaci Petra ze Sloupna a roku 1299 ho sám obdaroval patronátním právem kostela ve Slavonicích. Naposledy je připomínán roku 1303 a to jako svědek věnné smlouvy Vítka ze Švábenic a jeho druhé manželky Perchty.

### Manželství a potomstvo
Manželkou Oldřicha byla Mechthilda z Schaumberka (zmíněná v letech 1333 a 1345), která měla věno na vsích Deštná, Březina, Drunč, Velká Radouň, Světce, Lodhýřov, Klenov, Studnice, Kochanov a Horusice. Oldřich po sobě zanechal syna Oldřicha a dceru Annu ze Schaumberka (3. listopadu 1319 zmíněna jako mrtvá), která měla syny Meinhera z Lisnik a Wernharda ze Schauenburgu. Podle Letopisu žďárského kratšího měl dceru Annu, manželku Smila z Obřan, která ovdověla roku 1312 a žila ještě roku 1333 (pokud vzpomínanou Anežkou není další Oldřichova dcera). Jinou Oldřichovou dcerou, která se uvádí v roce 1333, byla Kateřina.
V Jindřichově Hradci založil kapli sv. Diviše, kterou vysvětil pražský biskup Tobiáš z Bechyně.